# مرشح مياه

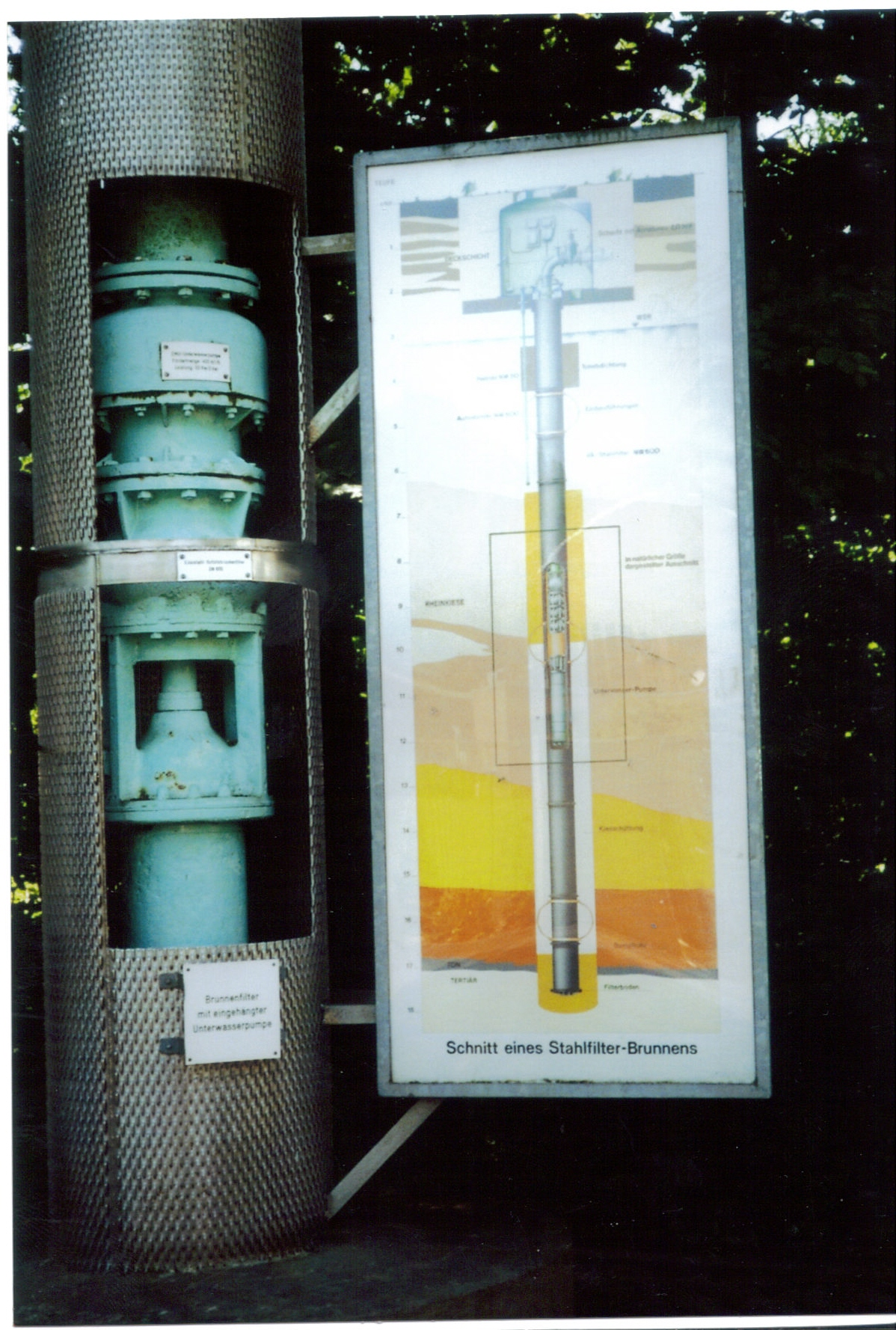
مرشح مياه

مرشح المياه هو وسيلة تستخدم في تنقية المياه تستخدم فيها وسائل فيزيائية أو كيميائية أو حيوية من أجل إزالة الشوائب أو التقليل منها مما يحسن من جودة المياه لأغراض الاستخدام المختلفة.
يستخدم لهذا الغرض تقنيات ترشيح المختلفة من امتزاز أو تبادل أيوني وتستخدم لذلك مرشحات ذات مسامات لها نصف قطر صغير. لإزالة الشوائب الفيزيائية الصلبة يستخدم عدد من المواد كمرشحات مثل الحصى والرمل للأجسام الكبيرة، أما الأجسام الأصغر فيستخدم لها وسائل الترشيح المستدق والمرشحات الميكروية، والتي من خلالها تبقى عليها العلائق بعد الترشيح. في حال اضطر الأمر يتم استخدام وسائل الترشيح النانوي أو التناضح العكسي (الاسموزية العكسية).
أما بالنسبة للمواد المنحلة (الذوّابة) في الماء فتلك تعالج بمرشحات مياه مزودة بمواد قادرة على امتزاز المواد العضوية مثل الفحم المنشط أو باستخدام المبادلات الأيونية.

## الاستخدامات
تستخدم مرشحات المياه في وحدات معالجة المياه وفي مجال الري. وعلى صعيد آخر تستخدم المرشحات في المسابح، كما تستخدم على صعيد منزلي في أحواض الأسماك ومن أجل تنقية مياه الشرب.

## القطع الرئيسية لفلتر مياه الشرب

### المرشحات يطلق عليها الشمعات
المرشحات هي القطع الأهم في فلتر مياه الشرب ويطلق عليها البعض مصطلح شمعات التنقية ولكل مرشح استخدام مختلف ونبدأ دائماً بمرشحات الشوائب أو مرحلة الشوائب التي تتكون من ألياف قطنية لمنع الشوائب والمرشحات كربونية وآخرى للتناضح العكسي وهناك ما يستخدم للمعالجة المتطورة كوحدات المعالجة بالأشعة فوق البنفسجية والأشعة تحت الحمراء وبعض هذه المرشحات لا يصلح إستخدامها إلا بعد القيام بعزل وتنقية للمياه حتى لا تعوق طريقة عملها في المعالجة وأداء وظيفتها مثل الملوثات التي تحجب تخلل ضوء الاشعة فوق البنفسجية إلى المياه وتنقسم المرشحات داخل كل فلتر مياه إلى نوعين مرشحات التنقية وأخرى للمعالجة ومن المرشحات المستخدمة بكثرة في التخلص من تلوث المياه المرشحات الآتية:
- رواسب Sediment
- GAC
- CTO
- Reverse Osmosis
- الفحم المنشط Activated Carbon
- التطهير بالأشعة فوق البنفسجية Ultravioet Disinfection
- Plumbosolvency reduction
- فلورة المياه Water fluoridation
- إزالة الفلوريد Fluoride Removal
- التبادل الأيوني Ion exchange
- تعديل ال الحموضة PH adjustment
- تعديل المواد الصلبة Solids adjustment
- التطهير بالأشعة تحت الحمراء Far-infra-red Treatment
- تطهير الأوزون Ozone disinfection
- العلاج المغناطيسي Magnetic Treatment
- Sliver Treatment

تعتبر المرشحات والمعالجات في القائمة السابقة هي أهم أنواع الوسائل المستخدمة داخل كل فلتر مياه وتستخدم بشكل شائع في أجهزة فلاتر المياه المنزلية للحصول على جودة مياه عالية صحية ونظيفة وكذلك المحطات الضخمة وعلى نحو واسع للإستخدام الصناعي والتجاري والزراعي ومجالات أخرى غير أن بعضها يتم تطوير مواصفاته ليلائم مواصفات مياه متعددة.

### الخزانات
من قطع فلتر المياه الرئيسية الخزانات حيث تستخدم مع كل فلتر مياه يعمل بنظام التناضح العكسي في المعالجة ويكون الغرض منها عزل المياه التي تم إجراء المعالجة لها عن الماء الملوث وهي مختلفة الأحجام بحسب الكمية المطلوب معالجتها من الماء «توجد فلاتر مياه أيضاً لا تحتوي على خزانات».

### المضخات
احد قطع فلتر المياه التي تستخدم لضبط الضغط التناضحي مع الأغشية شبه النفاذة داخل فلاتر المياه التي تعمل بنظام التناضح العكسي ووظيفتها الرئيسية ضبط مقياس الميل في المحلول لسحب المياه.

## الأغراض التي يستخدم فيها فلتر مياه
في واقع الأمر فلاتر المياه تستخدم لأغراض متعددة لا تقتصر فقط على مياه الشرب فهناك مواصفات للمياه يتطلب إستخدامها لأغراض طبية وصناعية وزراعية وغالباً ما تستخدم تقنية المرشحات نفسها ولكن بأسلوب ومواصفات مختلفة للحصول على ماء له مواصفات فيزيائية وكيميائية بشكل محدد بالإضافة إلى المواصفات الخاصة بنوعية المياه التي سيتم إجراء فلترة لها ولكن تعتبر أهم الأسباب التي تطلب استخدام فلتر مياه بصورة عامة كالآتي:
- عسرة المياه.
- ارتفاع نسبة المركبات الضارة في الماء.
- ارتفاع نسبة المعادن الثقيلة أو التعديل على نسبة الأملاح الذائبة بشكل عام.
- المياه الحامضية.
- وجود العديد من الرواسب والعوالق في المياه.
- ارتفاع نسبة الكلور.
- التغيرات التي تحدث على خواص الماء الرئيسية كالطعم والرائحة.
- الحالة الفيزيائية السيئة للمياه.
- تواجد البكتيريا العصوية في المياه.
- تلوث المياه بالمواد البيولوجية.
- تلوث المياه بالمواد العضوية.
- اختلاط المياه بسوائل أخرى.
- نقص المعادن الهامة مثل الكالسيوم والمغنيسيوم.

هذه بعض الأغراض الهامة التي تطلب استخدام فلتر مياه للحصول على ماء نقي أو صالح لاستخدامات أخرى.

## التسمية
مرادفات: راشح أو راووق